# Hadrodactylus genalis
Hadrodactylus genalis är en stekelart som beskrevs av Thomson 1883.
Hadrodactylus genalis ingår i släktet Hadrodactylus och familjen brokparasitsteklar. Arten är reproducerande i Sverige. Utöver nominatformen finns också underarten Hadrodactylus genalis meridionator.